# Michael Pak Jeong-il
Michael Pak Jeong-il (sinh 1926) là một Giám mục người Hàn Quốc của Giáo hội Công giáo Rôma. Ông nguyên là Giám mục chính tòa Giáo phận Jeju, Giáo phận Jeonju và Giáo phận Masan. Ông cũng từng đảm nhiệm vị trí Chủ tịch Hội đồng Giám mục Hàn Quốc từ năm 1999 đến năm 2002.

## Tiểu sử
Giám mục Pak Jeong-il sinh ngày 18 tháng 12 năm 1926 tại P'yongnam, thuộc Hàn Quốc. Sau quá trình tu học dài hạn tại các cơ sở chủng viện theo quy định của Giáo luật, ngày 23 tháng 11 năm 1958, Phó tế Pak, khi ấy đã 32 tuổi, tiến đến việc được phong chức linh mục.
Với gần hai mươi năm trong công tác mục vụ, linh mục Pak là một linh mục dày dặn kinh nghiệm trong phục vụ giáo dân. Ngày 15 tháng 4 năm 1977, tin tức loan đi từ Tòa Thánh cho biết Giáo hoàng đã quyết định tuyển chọn linh mục Michael Pak Jeong-il làm Giám mục chính tòa Giáo phận Jeju. Các nghi thức đặt tay và truyền chức giám mục cho vị Tân giám mục của Jeju được cử hành nhanh chóng vào ngày 31 tháng 5, với sự dự phần của ba giáo sĩ cao cấp khác. Chủ phong phần nghi thức là Tổng giám mục Luigi Dossena, Quyền Sứ thần Tòa thánh tại Hàn Quốc. Hai giám mục khác với vai trò phụ phong, gồm Tổng giám mục Victorinus Youn Kong-hi, Tổng giám mục Tổng giáo phận Gwangju và Giám mục Joseph Byeong Hwa Chang, Giám mục chính tòa Giáo phận Masan. Tân giám mục chọn cho mình châm ngôn:In fide et lenitate / 충성 온유.
Năm năm sau khi trở thành giám mục, người lãnh đạo Giáo phận Jeju, Tòa Thánh công bố quyết định thuyên chuyển Giám mục Pak rời Jeju với chức danh và sứ vụ mới là Giám mục chính tòa Giáo phận Jeonju, qua quyết định được công bố ngày 8 tháng 6 năm 1982. Sau năm ở Jeoju của Giám mục Pak kết thức bằng quyết định từ Tòa Thánh, ấn kí ngày 15 tháng 12 năm 1988, qua đó, thuyên chuyển Giám mục Pak trở thành Giám mục Chính tìa Giáo phận Masan.
Sau 14 năm lãnh đạo Giáo phận Masan, Giám mục Pak từ nhiệm ở tuổi 76, và được phía Tòa Thánh chấp thuận ngày 11 tháng 11 năm 2002. Ngoài các chức danh chính thức do phía Tòa Thánh bổ nhiệm, Giám mục Pak còn đảm nhiệm vai trò Chủ tịch Hội đồng Giám mục Hàn Quốc từ năm 1999 đến nằm 2002.